# Пернат
Пернат (хрв. Pernat) је насељено место у саставу града Цреса, на острву Црес, Приморско-горанска жупанија, Хрватска.

## Историја
До територијалне реорганизације у Хрватској био је у саставу старе општине Црес-Лошињ.

## Становништво
У попису становништва из 2011. године, Пернат је имао 8 становника.
| Број становника према пописима | Број становника према пописима | Број становника према пописима | Број становника према пописима | Број становника према пописима | Број становника према пописима | Број становника према пописима | Број становника према пописима | Број становника према пописима | Број становника према пописима | Број становника према пописима | Број становника према пописима | Број становника према пописима | Број становника према пописима | Број становника према пописима | Број становника према пописима |
| ------------------------------ | ------------------------------ | ------------------------------ | ------------------------------ | ------------------------------ | ------------------------------ | ------------------------------ | ------------------------------ | ------------------------------ | ------------------------------ | ------------------------------ | ------------------------------ | ------------------------------ | ------------------------------ | ------------------------------ | ------------------------------ |
| 1857                           | 1869                           | 1880                           | 1890                           | 1900                           | 1910                           | 1921                           | 1931                           | 1948                           | 1953                           | 1961                           | 1971                           | 1981                           | 1991                           | 2001                           | 2011                           |
| 175                            | 176                            | 156                            | 143                            | 155                            | 147                            | 144                            | 154                            | 126                            | 113                            | 67                             | 50                             | 33                             | 19                             | 11                             | 8                              |

Напомена: До 1931. исказивано под именом Перната.

## Галерија
- засеос Грабровица
- засеок Грабровица, римокатоличка капела
- засеос Грабровица, стара сеоска кућа